# Ириарте, Томас
Тома́с де Ириа́рте и Оропе́за (исп. Tomás de Iriarte y Oropesa; 18 сентября 1750, Пуэрто-де-ла-Крус — 17 сентября 1791, Мадрид) — испанский поэт и баснописец, племянник Хуана Ириарте.
В 18 лет начал переводить французские пьесы для королевского театра. В 1770 году написал первую оригинальную комедию. В дальнейшем переводил «Ars poetica» Горация, четыре первые книги «Энеиды» Вергилия, «Робинзона Крузо» Дефо, Вольтера, писал стихи и драмы. Его литературная репутация основана на большой дидактической поэме «Музыка» (исп. La Música, 1780) и баснях (исп. Fábulas literarias, 1781). Басни Ириарте (около 80) отличаются крайним разнообразием размера и богатой изобретательностью; сюжеты придуманы им самим; написаны лёгким, изящным, благозвучным стихом. В них находили намёки на современных писателей, что доставило Ириарте немало огорчений. Ириарте писал также наставительные книги для детей.
У него было два брата Доминго и Бернардо.